# 棕腹仙鶲
棕腹仙鶲（学名：Niltava sundara）为鶲科仙鶲属的鸟类。该物种的模式产地在尼泊尔。

## 亚种
- 棕腹仙鶲西南亚种（学名：Niltava sundara denotata）。在中国大陆，分布于甘肃、陕西、湖北、四川、贵州、云南等地。该物种的模式产地在云南。[2]
- 棕腹仙鶲指名亚种（学名：Niltava sundara sundara）。在中国大陆，分布于西藏、云南等地。该物种的模式产地在尼泊尔。[3]